# Uno Fagernäs
Frans Uno Fagernäs, född 1 mars 1894 i Terjärv, död 31 oktober 1980 i Jakobstad, var en finländsk militär. 
Fagernäs anslöt sig 1915 till jägarbataljonen i Lockstedt och deltog i finska inbördeskriget 1918 som kompanichef och bataljonskommendör. Under vinterkriget ledde han Grupp F (agernäs) bestående av två bataljoner i striderna vid Raatevägen, där ryska 44. divisionen gick sin undergång till mötes. Han deltog därefter i mottistriderna norr om Ladoga som chef för en stridsavdelning. Under fortsättningskriget förde han befälet över en förstärkt division (Grupp F) i riktningen Louhi i Fjärrkarelen och därefter över 1. divisionen på Maaselkänäset, där han i krigets slutskede framgångsrikt ledde divisionen i svåra reträttstrider från Karhumäki till Tolvajärvi och lyckades slutligt hejda fiendens framträngande. Han blev generalmajor 1942. Efter kriget var han militärlänskommendör fram till 1954. Han var den enda svenskspråkiga generalen från Österbotten under andra världskriget.